# Ненад Томовић
Ненад Томовић (Крагујевац, 30. август 1987) је српски фудбалер који игра у одбрани.

## Каријера
Томовић је фудбал почео да тренира у Радничком из Крагујевца. Још као кадет прелази у Рад. Одатле одлази на пробу у Андерлехт, али се није договорио са представницина белгијског клуба. Тада је стигао позив из Црвене звезде који је он прихватио. Дебитовао је у првом тиму Црвене звезде, против Зете, када је црвено-беле са клупе водио Валтер Зенга. На крају те сезоне одлази на позајмицу у Рад, у којем остаје само једну сезону. У Црвену звезду се враћа на позив тадашњег тренера Александра Јанковића.
Из Црвене звезде одлази у Италију, у екипу Ђенове. 3. јануара 2011. отишао је на позајмицу у Лече где је провео сезону и по као позајмљен играч. 31. августа 2012. потписује за Фјорентину. Играо је за Кјево, италијански СПАЛ, а од 2021. године игра за кипарски АЕК из Ларнаке.

## Репрезентација
За сениорску репрезентацију Србије је одиграо је 22 утакмице.
Наступао је за све репрезентативне селекције. Са репрезентацијом Србије до 19 година учествовао је на Европском првенству и освојио бронзану медаљу. Учествовао је и на Олимпијским играма 2008. у Пекингу. Наступао је и за младу репрезентацију на Европском првенству 2009. за играче до 21 године на којем је Србија завршила такмичење након групне фазе.
За сениорску репрезентацију је дебитовао 14. децембра 2008. у Анталији, на пријатељској утакмици против Пољске. Та репрезентација је била састављена већином од играча који су у то време наступали у Суперлиги Србије. Свој други наступ за репрезентацију је забележио 12. августа 2009. у Преторији, на пријатељској утакмици против Јужне Африке. У том мечу који је репрезентација Србије играла у најјачем саставу и добила са 3-1, Томовић је у игру ушао са клупе уместо Ивана Обрадовића, само два минута пре краја утакмице.